# Mallapura, Shikarpur
Mallapura là một làng thuộc tehsil Shikarpur, huyện Shimoga, bang Karnataka, Ấn Độ.